# Goggia gemmula
Goggia gemmula är en ödleart som beskrevs av  Bauer BRANCH och GOOD 1996. Goggia gemmula ingår i släktet Goggia och familjen geckoödlor. IUCN kategoriserar arten globalt som otillräckligt studerad. Inga underarter finns listade i Catalogue of Life.